# Флоріан Крюгер
Флоріан Крюгер (нім. Florian Krüger, нар. 13 лютого 1999, Штасфурт, Німеччина) — німецький футболіст, нападник нідерландського клубу «Гронінген».

## Ігрова кар'єра

### Клубна
Флоріан Крюгер починав займатися футболом у своєму рідному місті Штасфурт. Згодом він опинився у футбольній школі «Магдебурга», де провів чотири роки. Ще три роки футболіст виступав у складі молодіжної команди «Шальке 04». У 2018 році Крюгер перейшов до клубу «Ерцгебірге Ауе», в якому і дебютував на професійному рівні 24 листопада 2018 року. 5 листопада 2020 року Крюгер продовжив контракт з клубом до літа 2023 року.
Та влітку 2021 року Крюгер перейшов до клубу Бундесліги «Армінія», з яким підписав контракт на чотири роки.
А через рік футболіст перебрався до Нідерландів, де приєднався до клубу Ередивізі «Гронінген».

### Збірна
Флоріан Крюгер брав участь у переможному для своєї команди молодіжному чемпіонаті Європи у 2021 році, що проходив на полях Угорщини та Словенії.